# Lossa
Lossa è una frazione del comune tedesco di Finne, nella Sassonia-Anhalt.
Conta 843 abitanti (2006).

## Storia
Lossa ha costituito un comune autonomo fino al 1º luglio 2009.